# Kindergesicherte Verpackung
Kindergesicherte Verpackungen sollen verhindern, dass Kleinkinder, die noch nicht in der Lage sind einen komplexen Öffnungsmechanismus zu überwinden, Kontakt mit dem gesundheitsgefährdenden Inhalt bekommen. Für viele Produkte, von denen eine Gesundheitsgefahr für Kleinkinder ausgeht, ist der Einsatz durch nationale und internationale Gesetzgebungen verbindlich vorgeschrieben.

## Allgemeines
Kindergesicherte Verpackungen gibt es in zahlreichen Typen. Sehr häufig werden Verpackungen mit Verschlüssen, die durch gleichzeitiges Drücken und Drehen zu öffnen sind, verwendet. Andere Systeme umfassen zum Beispiel Blisterverpackungen und Einmaldosierungen für flüssige Inhalte aus dem Bereich der pharmazeutischen Produkte oder auch kindergesicherte Kartonagen, Flowpacks, Beutel mit Öffnungssicherung.
Eine Reihe von international anerkannten Normen, definiert die Anforderungen an kindergesicherte Verpackungen. Die Prüfung und die Zertifizierung wird durch Zertifizierungsstellen vorgenommen, die nach EN 45011 akkreditiert sind.

### Produkte, die kindergesichert verpackt werden müssen
Die Liste der zu sichernden Produkte ist äußerst umfangreich. Hierzu zählen unter anderem chemisch-technische Haushaltsprodukte, wie etwa aggressive Reinigungsmittel, Baumarktprodukte wie etwa Säuren, Laugen, benzinhaltige Rezepturen, Produkte mit hohen Konzentrationen von ätherischen Ölen wie Lampenölen oder Kosmetika.
Darüber hinaus stellen Arzneimittel ein erhebliches Gefahrenpotential dar. Die Arzneimittelkommission der Deutschen Apotheker (AMK) verwies aber unter anderem auf Fälle, in denen sich Patienten bei der Tablettenentnahme an kindergesicherten Blistern verletzten. Insbesondere älteren Personen und Menschen mit Behinderungen gelänge die Entnahme einzelner Arzneiformen aus kindergesicherten Verpackungen häufiger nicht.

## Normen
In Europa regeln verschiedene Normen die Anforderungen an kindergesicherte Verpackungen.
ISO 8317 (2003) bildet den Standard für wieder verschließbare Verpackungen. Für nicht wiederverschließbare Verpackungen kommen die DIN EN 862 (2006) für nicht-pharmazeutische Produkte, sowie die DIN EN 14375 (2004) für pharmazeutische Produkte zur Anwendung. Diese Normen wurden in der Vergangenheit mehrfach angepasst.
Die Anforderungen für Verpackungen, welche in den USA zum Einsatz gelangen, entstammen den Regelungen nach US 16 CFR § 1700.20, unabhängig von der Art des Verschlusssystems.

## Gesetzliche Grundlagen

### Europäische Union
In der Europäischen Union sind die Regelungen für chemisch-technische Produkte, wie Haushaltsreiniger etc. in der Verordnung (EG) Nr. 1272/2008 (CLP) definiert. Diese legen fest, dass Produkte mit einer bestimmten Gefährlichkeit für die Gesundheit von Kleinkindern nur in kindergesicherten Verpackungen in Verkehr gebracht werden dürfen, welche den oben genannten Standards entsprechen.

### Deutschland
Für den Bereich der Arzneimittel regelt in Deutschland das Arzneimittelgesetz (AMG) den Einsatz kindergesicherter Verpackungen verbindlich. Im § 28 AMG wird der obersten Bundesbehörde die Möglichkeit eingeräumt, Bestimmungen zu erlassen, nach denen Arzneimittel mit bestimmten Wirkstoffen kindergesichert zu verpacken sind. Das Bundesinstitut für Arzneimittel und Medizinprodukte (BfArM) führt eine Wirkstoffliste für kindergesichert zu verpackende Arzneimittel. Verpackungen von Produkten mit diesen Wirkstoffen müssen den oben genannten Normen entsprechen.
Eine europaweite einheitliche Regelung existierte hier nicht, die Standards ISO 8317 beziehungsweise DIN EN 14375 sind allerdings europaweit anerkannt.
Ende Dezember 2020 hob das BfArM Anordnungen des Bundesgesundheitsamtes (BGA) aus den 1980er Jahren zu kindergesicherten Verpackungen von Fertigarzneimitteln auf. Begründet wurde dies mit der Harmonisierung europäischer Verfahren zur Arzneimittelzulassung. Arzneimittel werden in der Europäischen Union mit dem Hinweis versehen, dass „Arzneimittel außerhalb der Reich- und Sichtweite von Kindern aufzubewahren sind“ (Art. 54 Buchstabe f der Richtlinie 2001/83/EG bzw. § 10 Absatz 1 Satz 1 Nummer 12 AMG); mit Ausnahme bestimmter Darreichungsformen, für die besondere EU-Guidelines gelten, wie beispielsweise für wirkstoffhaltige transdermale Pflaster.

### USA
In den USA legt die oben genannte Vorschrift US 16 CFR § 1700.20 die Regeln einheitlich für gefährliche chemisch-technische, wie auch für pharmazeutische Produkte fest. So müssen dort neben vielen gesundheitsschädlichen Haushaltsprodukten alle verschreibungspflichtigen Arzneimittel bis auf wenige Ausnahmen kindergesichert verpackt werden. Gleichzeitig wird nach US 16 CFR § 1700.20 festgelegt, welche Anforderungen kindersichere Verpackungen zu erfüllen haben. Diese sind den in Europa Anwendung findenden Normen ähnlich, für den Bereich der Arzneimittel aber weitergehender.

## Prüfung und Zertifizierung
Eine kindergesicherte Verpackung liegt nur dann vor, wenn sie konform zu den genannten Normen ist. Als anerkannter Nachweis hierfür dient die Zertifizierung durch ein nach  DIN EN ISO/IEC 17065 (Konformitätsbewertung – Anforderungen an Stellen, die Produkte, Prozesse und Dienstleistungen zertifizieren) akkreditiertes Institut.

## Verantwortung
Nach der Richtlinie 1999/45/EG ist der Inverkehrbringer dafür verantwortlich, dass die Anforderungen im Hinblick auf die kindergesicherte Verpackung erfüllt werden. Diese Rolle wird bei gefährlichen Stoffen und Zubereitungen in der Regel durch die abfüllenden Unternehmen übernommen.